# Arsenal FC 2010/2011
Säsongen 2010/2011 var Arsenal FC's 19:e säsong i Premier League. Klubben gick in med målsättningen att ta sin första titel på sex år, men misslyckades än en gång. I slutet av februari var Arsenal bara ett poäng från ledande Manchester United i ligatabellen, men två månader senare var drömmen om ett ligaguld upplöst. Arsenal slutade på en fjärdeplats i ligan, och därmed kvalificerade sig klubben till playoffrundan av Uefa Champions League 2011/2012. Arsenal åkte ur säsongens upplaga av Champions League i sextondelsfinalen efter en förlust med totalt 4–3 mot FC Barcelona, trots en hemmavinst med 2–1.

## Klubben

### Ledning

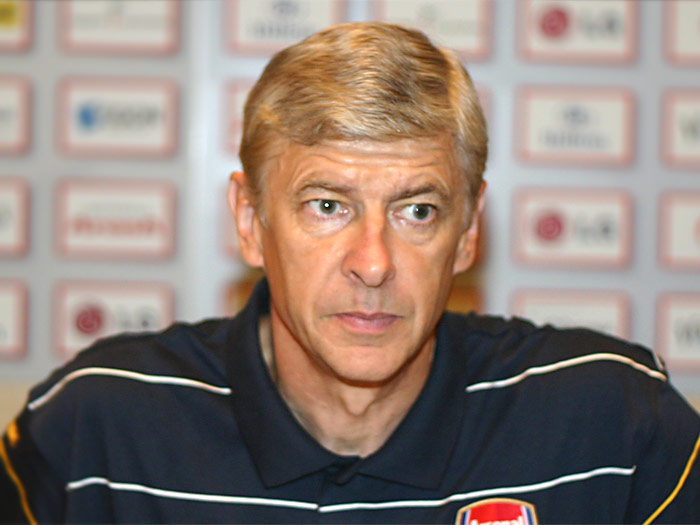
Säsongen 2010/2011 var Arsène Wengers 16:e säsong i Arsenal.

| Position             | Namn            |
| -------------------- | --------------- |
| Tränare              | Arsène Wenger   |
| Assisterande tränare | Pat Rice        |
| Målvaktstränare      | Gerry Peyton    |
| Klubbläkare          | Gary O'Driscoll |

### Matchställ
Arsenals nya hemmaställ offentliggjordes den 1 juni 2010 på den officiella hemsidan, och bortastället visades upp den 15 juni. Ställen tillverkades av Nike och sponsrades av flygbolaget Emirates.
| Hemmaställ | Bortaställ |